# Бярьково
Бярьково — деревня в Расловском сельском поселении Судиславского района Костромской области России.

## География
Деревня расположена недалеко от реки Покша.

## История
Согласно Спискам населенных мест Российской империи в 1872 году деревня Боярково относилась к 2 стану Костромского уезда Костромской губернии. В ней числилось 7 дворов, проживало 21 мужчина и 26 женщин.
Согласно переписи населения 1897 года в деревне Бярково проживало 42 человека (18 мужчин и 24 женщины).
Согласно Списку населенных мест Костромской губернии в 1907 году деревня Бярково относилась к Шишкинской волости Костромского уезда Костромской губернии. По сведениям волостного правления за 1907 год в ней числилось 12 крестьянских дворов и 53 жителя. Основными занятиями жителей деревни, помимо земледелия, были работа чернорабочими и извоз.
До муниципальной реформы 2010 года деревня входила в состав Долматовского сельского поселения Судиславского района.

## Население
| 1872 | 1897 | 1907 | 2008 | 2010 | 2014 |
| ---- | ---- | ---- | ---- | ---- | ---- |
| 47   | ↘42  | ↗53  | ↗92  | ↘63  | ↗88  |